# لمون دمون
لمون دمون (به انگلیسی: Lemon Demon) یک پروژه و گروه موسیقی می‌باشد که توسط کمدین و نوازنده آمریکایی نیل سیسیرگا در سال ۲۰۰۳ در بوستون، ماساچوست ایجاد شد. کار استودیویی لمون دمون تنها توسط سیسیرگا انجام‌داده می‌شود که تنها عضو رسمی پروژه می‌باشد. اجراهای زنده همچنین شامل یک گروه پشتیبان هستند که در اجراهای قبلی شامل الورا لانزیلوتا، چارلز سرجیو، آنتونی ورای، دیو کیتسبرگ و گرگ لانزیلوتا می‌باشد. تا سال ۲۰۲۵ لمون دمون هفت آلبوم استودیویی و پنج ئی‌پی منتشر نموده‌است.

## اعضا
اعضای رسمی
- نیل سیسیرگا – آواز، کیبورد، گیتار، برنامه‌نویسی، پرکوسیون، ترانه‌پردازی، تولید (۲۰۰۳–اکنون)

اعضای اجرای زنده
- الورا لانزیلوتا – گیتار بیس، آواز (۲۰۰۴–۲۰۱۲)
- چارلز «چوش» سرجیو – گیتار (۲۰۰۶–۲۰۱۲)
- آنتونی ورای – درام (۲۰۰۷–۲۰۰۸)، گیتار، آواز (۲۰۱۲)
- دیو کیتسبرگ – گیتار، آواز (۲۰۰۸–۲۰۱۲، ۲۰۱۶)
- گرگ لانزیلوتا– درام (۲۰۰۹–۲۰۱۲)